# Al-Riyadh SC
Al-Riyadh SC (arab. ‏نادي الرياض السعودي‎) – saudyjski klub piłkarski, mający siedzibę w mieście Rijad, grający w sezonie 2023/2024 w Saudi Professional League.
Klub został założony w 1953 jako Ahli Al-Riyadh, później zmieniając nazwę na Al-Yamamah, a ostatecznie na Al-Riyadh SC.
W sezonie 1993/1994 zespół wygrał Puchar Korony Księcia Arabii Saudyjskiej.
W sezonie 2004/2005 drużyna spadła z Saudi Professional League do 1. Dywizji, jednak w sezonie 2022/2023 wywalczyli ponowny awans do najwyższej klasy rozgrywkowej.

## Sukcesy

### Trofea krajowe
| \| \| Zdobyte trofea w rozgrywkach Arabii Saudyjskiej (stan 8 września 2023) \| |                                                                        |      |            |
| Rozgrywki                                                                       | Osiągnięcie                                                            | Razy | Sezon(y)   |
| Mistrzostwo                                                                     | I miejsce                                                              | 0    |            |
| Mistrzostwo                                                                     | II miejsce                                                             | 1    | 1994       |
| Puchar Króla                                                                    | zdobywca                                                               | 0    |            |
| Puchar Króla                                                                    | finalista                                                              | 2    | 1962, 1978 |
| Puchar Korony Księcia                                                           | zdobywca                                                               | 1    | 1994       |
| Puchar Korony Księcia                                                           | finalista                                                              | 2    | 1995, 1998 |
| Puchar Księcia Faisala bin Fahda                                                | zdobywca                                                               | 1    | 1995       |
| Puchar Księcia Faisala bin Fahda                                                | finalista                                                              | 0    |            |
| Arabia Saudyjska                                                                | Zdobyte trofea w rozgrywkach Arabii Saudyjskiej (stan 8 września 2023) |      |            |

## Obecny skład
Stan na 8 września 2023
| Nr | Poz. | Piłkarz               |
| -- | ---- | --------------------- |
| 1  | BR   | Rakan Al-Najjar       |
| 2  | OB   | Amiri Kurdi           |
| 3  | NA   | Abdulrahman Al-Yami   |
| 4  | OB   | Mohammed Al-Shwirekh  |
| 5  | OB   | Khalid Al-Shuwayyi    |
| 6  | OB   | Alin Toșca            |
| 8  | NA   | Abdulelah Al-Khaibari |
| 10 | NA   | Juanmi Jiménez        |
| 11 | PO   | Knowledge Musona      |
| 14 | NA   | Saleh Al-Abbas        |
| 15 | PO   | Abdulhadi Al-Harajin  |
| 16 | PO   | Saleh Al-Saeed        |
| 18 | PO   | Mohamed Al-Oqil       |

| Nr | Poz. | Piłkarz                 |
| -- | ---- | ----------------------- |
| 20 | PO   | Didier Ndong            |
| 22 | BR   | Zaid Al-Bawardi         |
| 25 | BR   | Martín Campaña          |
| 26 | NA   | Ali Al-Zaqaan           |
| 27 | OB   | Hussain Al-Nuweqi       |
| 28 | PO   | Bader Al-Mutairi        |
| 29 | OB   | Ahmed Assiri            |
| 36 | OB   | Dino Arslanagić         |
| 40 | BR   | Abdulrahman Al-Shammari |
| 44 | OB   | Fahad Muneef            |
| 60 | PO   | Birama Touré            |
| 80 | PO   | Fahad Al-Rashidi        |
|    | PO   | Abdullah Al-Dossari     |